# Panasonic Lumix DMC-G1
DMC-G2
Le Panasonic Lumix DMC-G1 est le premier appareil photographique hybride conçu selon le système Micro Four Thirds. Le G1 est similaire aux appareils reflex au format Four Thirds, mais remplace le chemin optique complexe nécessité par le viseur optique par un viseur électronique (EVF) affichant une image live view directement issue du capteur. La suppression du miroir et du viseur optique permet d'avoir des boîtiers plus petits et plus légers, tandis que le chemin optique moins complexe permet également d'avoir des objectifs plus compacts et plus légers.
Le DMC-G1 (appelé également le "G1") a été présenté pour la première fois au salon photokina 2008 ; il fut disponible à la vente aux Etats-Unis et en Europe en novembre 2008.

## Système Micro Four Thirds
Le système Micro Four Thirds (MFT) utilise la même taille de capteur (17,3 mm x 13 mm) que le système Four Thirds initial. Un avantage du capteur plus petit du système MFT (par comparaison au format APS-C de Canon et Nikon et au plein format) est la possibilité de fabriquer des objectifs plus petits et plus légers puisque le capteur plus petit possède un cercle d'image réduit.

## Caractéristiques
Le G1 et ses objectifs sont plus petits que les reflex concurrents. Il utilise un système de projection sophistiqué pour afficher dans son viseur électronique une image plus claire et plus douce que dans les viseurs des appareils compacts. Comme il ne possède pas de capteur autofocus séparé, le G1 met en œuvre un autofocus à mesure de contraste, utilisant la sortie du capteur photographique. La performance de ce système AF serait comparable à l'autofocus à détection de phase des appareils reflex.
Le G1 était proposé en kit avec un objectif 14–45 mm ƒ/3.5–5.6 (équivalent 28–90 mm) et peut utiliser tous les objectifs du système Micro Four Thirds, quel que soit le fabricant. Les objectifs du système Four Thirds peuvent être utilisées avec un adaptateur, bien que le temps de réponse, en particulier celui de l'autofocus, puisse être plus lent. Les objectifs "historiques" de presque toutes les montures à mise au point manuelle, telles que les Leica M, Leica R, Olympus OM, Nikon F, Canon FD, Minolta SR, M42 à vis, Contax/Yashica et d'autres peuvent être montés et utilisés en mode manuel. Les objectifs Canon EF peuvent être utilisés avec un adaptateur, mais les objectifs EF sont pilotés électroniquement et ne pourront donc supporter le contrôle de l'ouverture et de l'autofocus. Les spécifications du système Micro Four Thirds couvrent les objectifs équipés d'une stabilisation optique d'image.
Pour plusieurs raisons, le G1 a été considéré comme un appareil précurseur, lançant un nouveau marché pour les appareils sans miroir à objectif interchangeable. L'appareil est disponible en trois couleurs : noir (suffixe K), rouge (R) et bleu (A). Lors de son introduction aux Etats-Unis, le prix de vente conseillé du boîtier équipé de l'objectif du kit était de 800 $ US.

## Modèles suivants
Le successeur du G1 est le DMC-G2 qui a été annoncé en mars 2010. Le troisième modèle de la série "G", le DMC-G3, a été annoncé en mai 2011.